# Brando Giorgi
Brando Giorgi, właśc. Lelio Sanità di Toppi (ur. 21 maja 1966 w Rzymie) – włoski aktor telewizyjny, teatralny i filmowy i model.

## Życiorys
Dorabiał jako model, zanim w 1992 odniósł sukces na scenie Scuola d'Arte Drammatica. Studiował aktorstwo w Conservatorio Teatrale G. Diotajuti – Acting Training B. Bracco. Po raz pierwszy wystąpił na dużym ekranie w filmie Złośliwe dziewczyny (Cattive ragazze, 1992) u boku Anity Ekberg. Potem zagrał w filmie Abbronzatissimi 2 – un anno dopo (1993) z Marią Grazią Cucinottą, operze mydlanej Vivere (1999) i serialu Incantesimo 3 (2000). Występował w spektaklach: L'Orgasmo della mia migliore amica M. Milazzo, The man I love R. Castagnari, Maestri ed allievi G. Paternesi i Vivere sul lago di Como F. Mazzari.
Ze związku z Danielą Battizzocco ma córkę Camillę (ur. 2002) i syna Niccolò (ur. 2004).
W 2007 wystąpił w reality show Rai 1 Notti sul ghiaccio.